# Денисовка (Костанайская область)
Денисовка (каз. Денисов, до 1997 г. — Орджоникидзе) — село, административный центр Денисовского района Костанайской области Казахстана. Административный центр Денисовского сельского округа. Код КАТО — 394030100. Расположено в 166 км к юго-западу от областного центра города Костанай.

## История
В 1903 году основан посёлок Денисовка семьями переселенцев из Центральной России и Украины. Первые поселенцы были семьи: Дубининых, Килькиновых, Киселёвых, Пашковых, Харьяковых, которые построили первые землянки и обживали степь.

## Население
В 1999 году население села составляло 6611 человек (3209 мужчин и 3402 женщины). По данным переписи 2009 года, в селе проживало 5196 человек (2465 мужчин и 2731 женщина).
На начало 2019 года население села составило 4416 человек (2156 мужчин и 2260 женщин).

## Известные люди
Среди уроженцев села Герой России — Александр Александрович Гердт (1981—2000);
Немецкий хоккеист, защитник — Роберт Генрихович, Дитрих (1986-2011);